# Stănișești
Stănișești est une commune du județ de Bacău en Roumanie.